# 洛厄爾鎮區 (明尼蘇達州波爾克縣)
洛厄爾鎮區（英語：Lowell Township）是位於美國明尼蘇達州波爾克縣的一個行政鎮區。

## 歷史
洛厄爾鎮區於1877年設立，因大部份定居者皆來自麻薩諸塞州的洛厄爾而得名。

## 地方資料
洛厄爾鎮區的面積為89.47平方千米，皆為陸地。根據2020年美國人口普查的數據，當地共有人口287人，而人口密度為每平方千米3.21人。